# Punta de Salagut
La Punta de Salagut és una muntanya de 561 metres que es troba al municipi dels Torms, a la comarca catalana de les Garrigues.